# Reginhar (Lothringen)

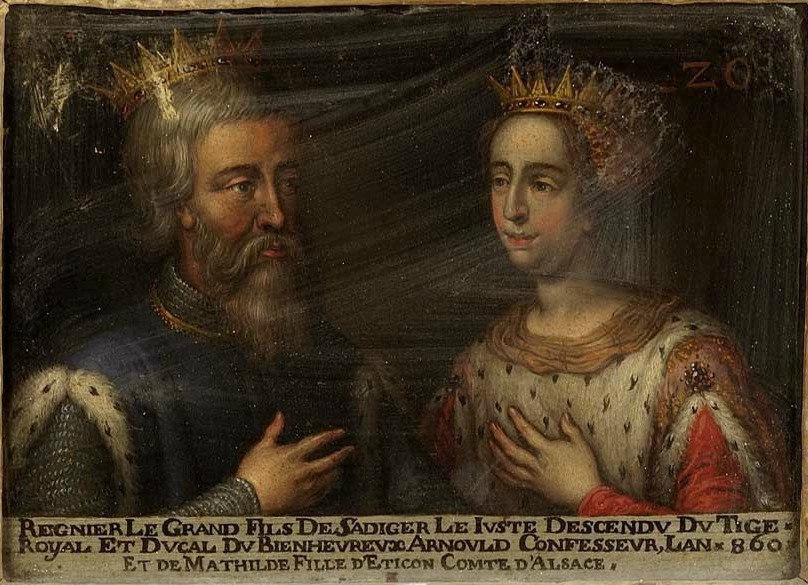
Porträt von Reginhar und seiner Gattin Ermengard

Reginhar, auch Reginar I. genannt, (* um 850; † zwischen dem 25. August 915 und dem 19. Januar 916 in Meerssen) war ein führender fränkischer Großer im nördlichen Lotharingien (Niederlothringen) im 9. und 10. Jahrhundert. Er ist der Begründer der Sippe der Reginare, zu denen auch das bis 1918 regierende Haus Hessen gehört.
Seine familiäre Herkunft ist nicht dokumentiert, wenngleich er allgemein als Sohn des Maasgaugrafen Giselbert und einer Tochter Kaiser Lothars I. angenommen wird. Alternativ wird allerdings auch ein Reginar als Vater in Betracht gezogen, der zwischen 864 und 870 als Laienabt von Echternach genannt wird und der vermutlich mit dem comes Reginar identisch war, der 876 in der Schlacht von Andernach getötet wurde. Reginar I. wird in einer Liste der Laienäbte von Echternach als „junior“ bezeichnet.
Bereits in mittelalterlichen Chroniken wird Reginar I. der Beiname „Langhals“ (Collo-longus, Longum-collum) beigegeben, wohl irrtümlich in Verwechslung mit seinem Enkel Reginar III., dem dieser Beiname schon früher zugesprochen wurde.

## Leben
Reginar tritt bereits in den vom westfränkischen König Karl dem Kahlen 877 in  Quierzy erlassenen Kapitularien urkundlich in Erscheinung, einschließlich des Maasgaugrafen Giselbert, der vermutlich sein Vater war. Zusammen mit Bischof Franco von Lüttich wurde er vom König um das Jahr 880 in das nördliche Lotharingien entsandt, um dort die Normannen unter Gottfried zu bekämpfen. Zusammen mit Graf Balduin II. von Flandern und dessen Bruder Rodulfus paktierte Reginar 895 gegen König Karl III. den Einfältigen mit König Zwentibold von Lotharingien. Aber schon 898 brach er mit Zwentibold, von dem er eine Zwölftagesfrist zum Verlassen Lotharingiens erhalten hatte, und kehrte in das Gefolge Karls III. des Einfältigen zurück. Diesem riet er zu einem Angriff auf das Königreich Lotharingien.
Reginar hatte sich während seiner Zeit in Lotharingien eine regionale Machtbasis aufgebaut, die ihm trotz des Verweises von König Zwentibold über dessen Tod 900 hinaus erhalten blieb. Seit 897 amtierte er als Laienabt von Echternach, später brachte er auch Stablo und Malmedy an sich. Inwieweit er mit dem Amt eines Grafen (comes) betraut war, ist nicht aus zeitgenössischen Chroniken zu entnehmen, erst ab dem 11. Jahrhundert werden ihm der Maasgau und Hesbaye zugeschrieben. Angenommen wird auch, dass Reginar schon den Hennegau innegehabt hatte, bevor er 898 des Landes verwiesen und durch Sigehard ersetzt wurde. In einer Urkunde vom 21. Juli 905 nannte er sich selbst dux. Nach dem Tod des ostfränkischen Königs Ludwig dem Kind († 911) hatte der lotharingische Adel, darunter auch Reginar, dessen Nachfolger Konrad I. die Gefolgschaft verweigert und sich stattdessen dem westfränkischen Regnum zugewandt. Dessen König, Karl III. der Einfältige, hatte die herausragende Machtstellung Reginars in Lotharingien anerkannt, weshalb er folglich in königlichen Urkunden auch als missus dominicus, demarcus und marchio auftrat.
Reginar wird letztmals in einer Urkunde König Karls des Einfältigen vom 25. August 915 genannt. Seine beiden Söhne Giselbert und Reginar II. werden am 19. Januar 916 an der Seite des Königs in Herstal genannt, Reginar selbst dürfte zu diesem Zeitpunkt bereits verstorben sein. In der Liste der Laienäbte von Echternach wird er bis 915 geführt. Sein Sterbeort war Meerssen.
Verheiratet war er mit Alberada, deren Herkunft unklar ist, mit der er mindestens drei Kinder hatte:
- Giselbert († 939), Herzog von Lothringen
- Reginar II. († 931), Graf von Hennegau
- N.N. Tochter; ⚭ mit Berengar, Graf im Lommegau und im Maifeld

## Eine weitere Ehe Reginhars
Heinz Renn äußerte die Vermutung, dass Reginhar vor seiner Ehe mit Alberada bereits mit Ermentrud verheiratet war, der Tochter des Königs Ludwig der Stammler, und dass Kunigunde, die Tochter Ermentruds, aus ebendieser Ehe stamme. Er begründet seine Vermutung damit, dass unter den Nachkommen Kunigundes die Namen Reginhar und Giselbert zu finden sind. Eduard Hlawitschka schließt sich der Auffassung Renns an, weist aber darauf hin, dass in diesem Fall – die weitgehend anerkannte, aber nicht belegte Abstammung Reginhars vorausgesetzt – eine Ehe zwischen Vetter und Cousine zweiten Graden vorliege: Reginhar und Ermentrud haben mit Ludwig dem Frommen denselben Urgroßvater, allerdings mit dessen Ehefrauen Irmingard von Hespengau (für Reginhar) und Judith (für Ermentrud) unterschiedliche Urgroßmütter. Hlawitschka sieht eine zu nahe Verwandtschaft zwischen Reginhar und Ermengard als Ehehindernis und schließt daraus, dass Reginhars Mutter nicht die Tochter des Kaisers Lothars, sondern eine zweite Ehefrau seines Vaters Giselbert gewesen sei (siehe Hauptartikel Giselbert von Maasgau), dass für Reginhar also keine Abstammung von den Karolingern gegeben sei.